# Церковь Владимирской иконы Божией Матери (Карачун)
Церковь Владимирской иконы Божией Матери — православный храм Воронежской епархии. Расположена в селе Карачун Рамонского района Воронежской области.

## История
Карачун является одним из старейших сел Воронежского края. В начале XYII века на реке Воронеж был основан Богородецко-Карачунский Владимирский монастырь, при котором возникло селение Карачун. В Дозорной книге 1615 года при монастыре, кроме всего прочего, упоминаются две церкви. В 1659 году монастырь был разорен крымскими татарами, а в 1764 году упразднен. В 1881 году по проекту архитектора Дмитрия Знобишина была построена кирпичная церковь во имя иконы Владимирской Божией Матери. По данным Справочной книги для духовенства Воронежской Епархии за 1900 год, в штате церкви числился священник Димитрий Яковлевич Петров и псаломщик Николай Николаевич Тростянский. Церковные земли охватывали 33 десятины. В советский период в церкви хранилось продовольствие.

## Современный статус
В настоящее время Владимирская церковь в с. Карачун постановлением администрации Воронежской области N 850 от 14.08.95 г. является объектом исторического и культурного наследия областного значения. В 2013 году началось восстановление Карачунской церкви. Местные жители передали в дар церкви десятки домашних икон. Большую часть работ по восстановлению храма было выполнено к 2015 году, когда село отмечало своё 400-летие, затем работы продолжались и в последующие годы. Одна из главных достопримечательностей храма — частично сохранившиеся фрески, написанные в технике академической живописи, которые решено «законсервировать». В июне 2018 года состоялся чин Великого освящения возрождённого храма.

## Фотографии

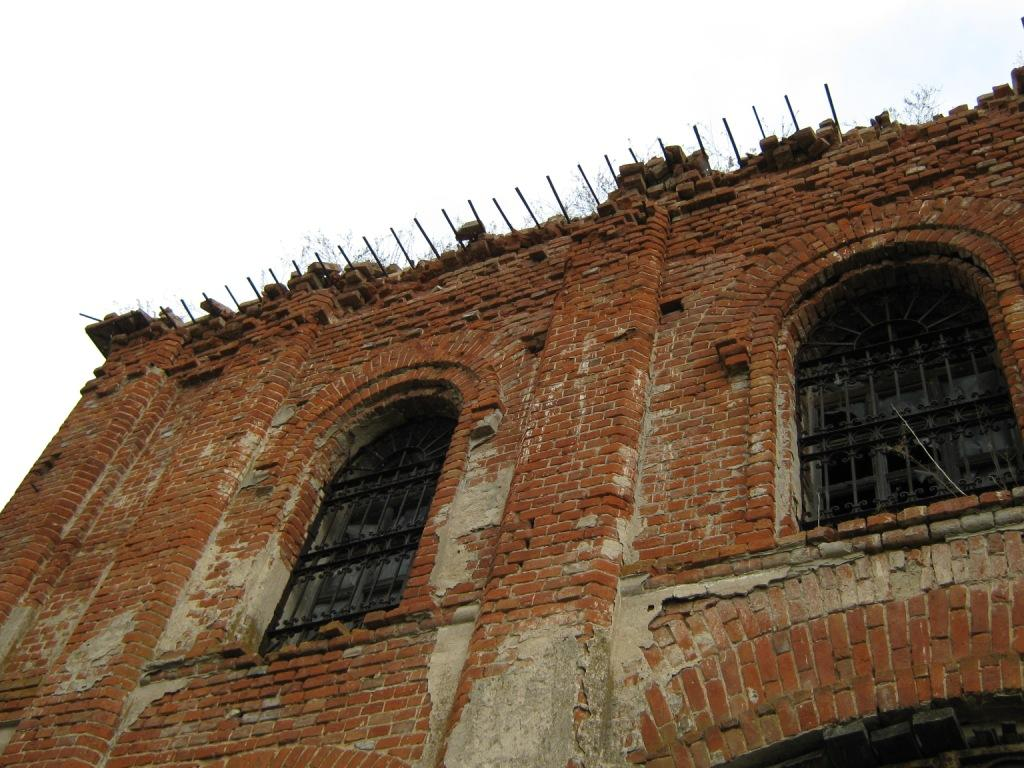
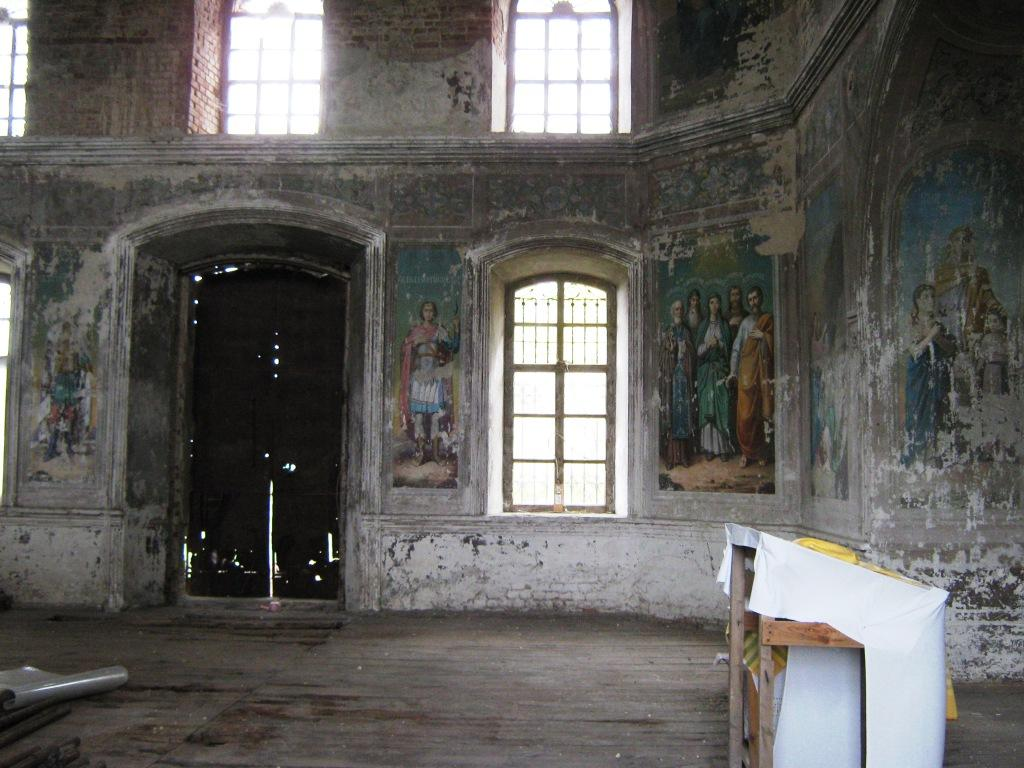
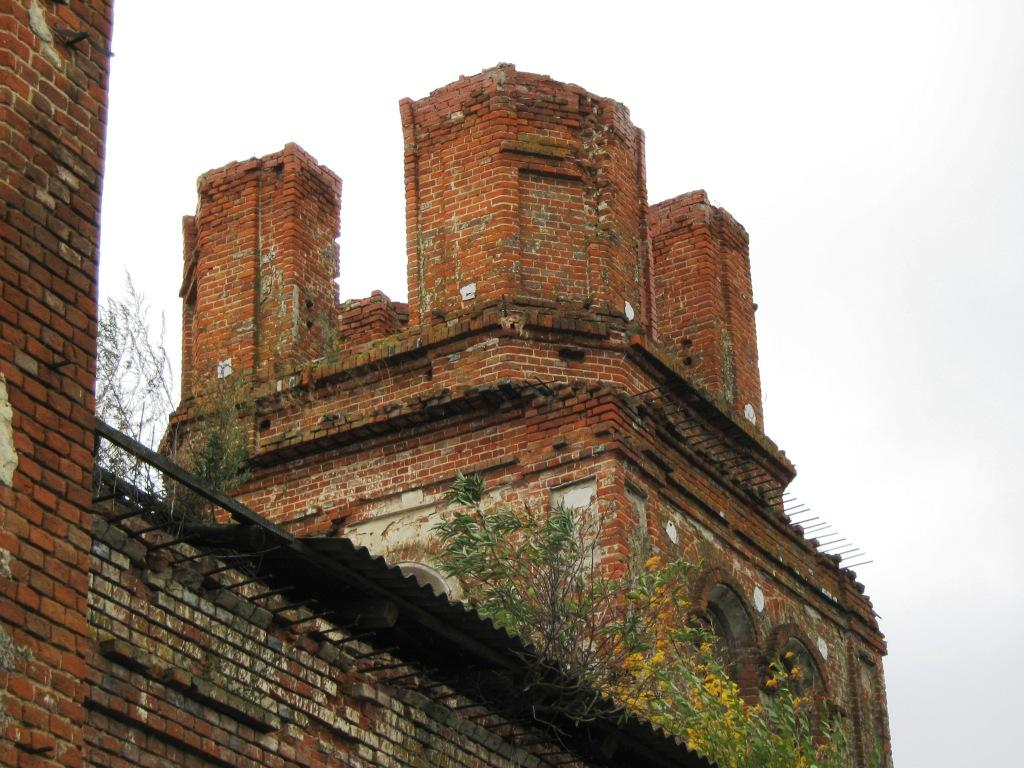
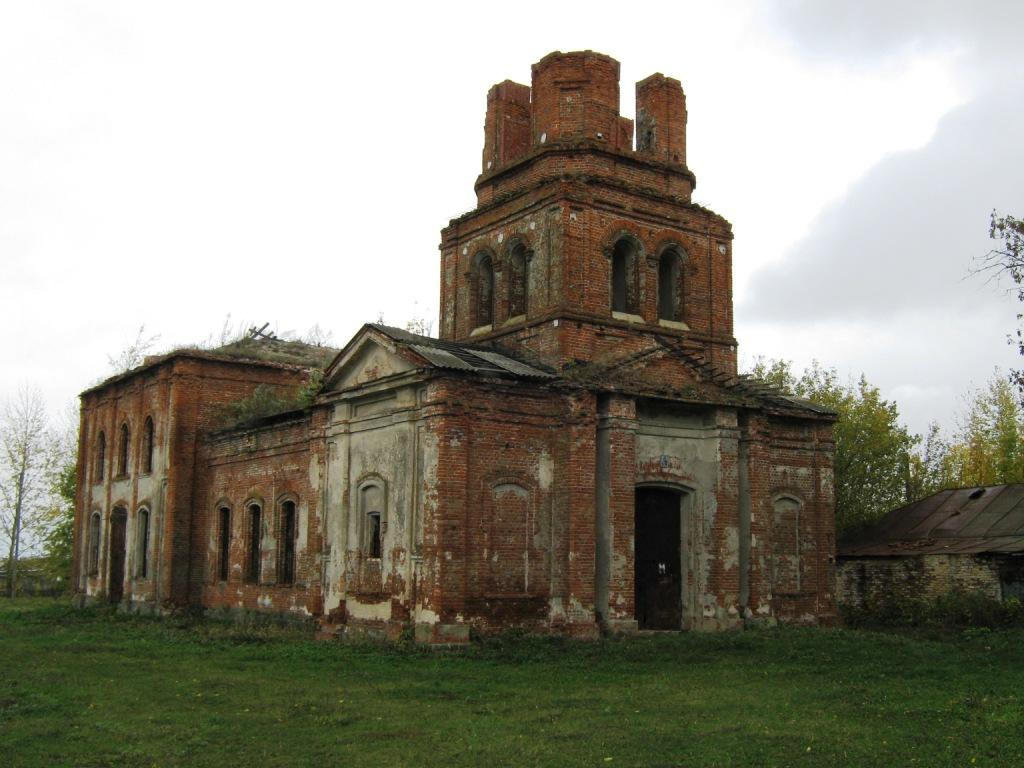